# 천호동굴
익산 천호동굴(益山 天壺洞窟)은 대한민국 전북특별자치도 익산시 여산면 대성리 천호산 기슭의 옥천 누층군에 발달해 있는 석회암 동굴이다. 1966년 3월 2일 대한민국의 천연기념물 제177호로 지정되었다.

## 개요
천호동굴은 천호산 기슭에 있으며 총길이는 680 m이고 옥천 누층군 창리층의 석회암으로 구성되어 있다.
창리층(f倉里層)은 옥천 누층군의 변성퇴적암 지층으로 익산시 내에서는 왕궁면 동용리와 완주군 봉동면 제내리와의 경계 지역에 위치한 성묘산 주변에 분포한다. 주로 흑색 점판암, 석영·견운모 편암 및 흑운모 편암으로 구성되며 결정질 석회암과 규암이 협재되어 있다. 결정질 석회암은 문주리층에 비해서 매우 희소하나 양촌면 평촌 부근 문주리층과의 경계부에 가까운 곳에서는 2~3매의 석회암이 2~5 m 두께로 흑색 점판암과 교호하며 주향방향의 연속성은 미약하다.
동굴 안에는 고드름처럼 생긴 종유석(鍾乳石)과 땅에서 돌출되어 올라온 석순(石筍), 종유석과 석순이 만나 기둥을 이룬 석주(石柱) 등 동굴 생성물이 발달하고 있다. 특히 “수정궁”이라 불리는 높이 약 30m, 너비 약 15m의 큰 구덩이의 중앙 정면에는 높이 20m가 넘는 커다란 석순이 솟아 있는데, 그 지름이 5m에 이른다. 동굴바닥 한 구석에는 맑은 물이 흐르고 있는데 비가 오면 물이 불어나 폭포를 이루기도 한다. 박쥐를 비롯한 곱둥이, 딱정벌레, 톡토기 등 많은 동굴생물이 서식하고 있다.
현재 천호동굴은 동굴 생성물 등의 보호를 위해 공개제한지역으로 지정되어 있어 관리 및 학술 목적 등으로 출입하고자 할때에는 문화재청장의 허가를 받아 출입할 수 있다.

## 보존 상태
과거 동굴이 겹치는 산에 무분별하게 석회광산의 허가를 내주면서 굴착공사와 무리한 폭약 발파작업 등으로 천호동굴의 일부가 밖으로 훤히 드러났었다. 내부의 종유석과 석순등은 물론 천호동굴 최대 자랑거리인 수정궁까지 다시 볼 수 없을 정도로 무차별로 상당수 훼손된 듯하다. 이를 감추기 위함인지 익산시는 '천호동굴은 내부가 협소하고 관광가치가 희소하다'는 등의 이유로 아예 동굴을 영구 미공개로 폐쇄하고 통제하고 있다.

## 참고 자료
- 천호동굴 - 국가유산청 국가유산포털